# Neobisium bosnicum
Neobisium bosnicum es una especie de arácnido del orden Pseudoscorpionida de la familia Neobisiidae.
Presenta las subespecies:
- Neobisium bosnicum bosnicum
- Neobisium bosnicum herzegovinense
- Neobisium bosnicum ondriasi

## Distribución geográfica
Se encuentra en los territorios que antes se llamaban Yugoslavia.